# Shannan Click
Shannan Marie Click (17 de noviembre de 1983) es una modelo estadounidense. Ha aparecido en varias ediciones de Vogue (incluyendo Vogue Italia) y en el Victoria's Secret Fashion Show desde el año 2008 al 2011.

## Carrera
Click fue descubierta por un agente mientras estaba en Huntington Beach.
La primera oportunidad de Click como modelo fue para la marca Guess?. Un año después, comenzó su carrera en la pasarela, desfilando para Miu Miu, Prada, Alexander McQueen, y Luella Bartley. Ha desfilado en otras temporadas para Yves Saint Laurent, Dior Cosmetics, Chanel y Louis Vuitton.
Sus campañas publicitarias más recientes incluyen Pepe Jeans, Elizabeth Arden, GAP y Tommy Hilfiger. Otras campañas incluyen Levi's, Emporio Armani, H&M, Dolce & Gabbana, Burberry, Dior y Biotherm.

## Vida personal
Click empezó a salir con el actor Jack Huston en 2011. Click y Huston tienen una hija, Sage Lavinia Huston, nacida el 6 de abril de 2013, en Nueva York, y un hijo, Cypress Night Huston, nacido en enero de 2016.